# Robert Steiner (Maler, 1941)
Robert (Roberto) Steiner (* 14. Januar 1941 in Mailand; † 7. März 2016 in Lamole, Greve in Chianti) war ein Schweizer Kunsthistoriker und Künstler.

## Leben und Werk
Robert Steiner absolvierte ein Studium der Kunstgeschichte an der Universität Bern und wurde 1974 bei Hans R. Hahnloser promoviert. Von 1969 bis 1976 war er Assistent und Oberassistent bei Eduard Hüttinger am Lehrstuhl für Kunstgeschichte der Universität Bern. Seine Habilitationsschrift von 1976, die nicht publiziert wurde, hatte den Renaissance-Künstler Perino del Vaga zum Thema. Steiner lehrte als Privatdozent bis 1980 in Bern und zog anschließend nach Lamole im Chianti, wo er als freier Künstler tätig war. Von 1987 bis 1990 war er Dozent für Kunstgeschichte an der Universität Triest.

## Schriften
- Die Berner Maestà von Duccio di Buoninsegna. In: Berner Kunstmitteilungen. 103, 1968.
- Von Leo X. bis Clemens VII. Zwei Humanisten und ein Puritaner auf dem päpstlichen Thron und ihr Verhältnis zur Kunst. In: Festschrift Arnold Geering zum 70. Geburtstag. Beiträge zur Zeit und zum Begriff des Humanismus vorwiegend aus dem Bereich der Musik. Hrsg. v. Victor Ravizza. Haupt, Bern 1972.
- Nachwort, in: Giorgio Vasari: Lebensläufe der berühmtesten Maler, Bildhauer und Architekten. Manesse, Zürich 1974, S. 573–595.
- Zur Entstehung der plastischen Wanddekoration des italienischen Manierismus und deren Entwicklung bis um 1550. Dissertation. Philosophisch-Historische Fakultät, Universität Bern, Bern 1974.
- Zwei Erasmus-Bildnisse der Cranach-Schule in Bern. In: Berner Kunstmitteilungen. 149, 1974, S. 2–6.
- Eine Dürer-Interpretation Vasaris. In: Neue Zürcher Zeitung. 23. Juni 1974.
- Michelangelo – „Uomo terribile“. Notizen zur Rezeption des Künstlers. In: Der kleine Bund. 2. März 1975.
- „…vollendet täuschende Nachbildung“. Zu einer Monographie über das Trompe-l’oeil. In: Neue Zürcher Zeitung. 28./29. Juni 1975.
- Il „Trionfo di Bacco“ di Raffaello per il duca di Ferrara. In: Paragone. 325, 1977.
- Die Vorbilder zu Callots „Mystères de la Passion“. In: Neue Zürcher Zeitung. 23./24. April 1977.
- Zwei „Jugendsünden“ Ferdinand Hodlers. Anmerkungen zum Problem der trivialen Landschaftsmalerei. In: Berner Kunstmitteilungen. 181/182, 1978, S. 1–7.